# Juan Martín Pietravallo
Juan Martín Pietravallo, né le 7 décembre 1981 à Buenos Aires, est un footballeur argentin. 
Il évolue au poste de milieu de terrain. Il a joué plus de 100 matchs en Primera División Argentina (1re division argentine).

## Carrière
- 2000-2002 : CA Vélez Sársfield  Argentine
- 2002-2003 : Club Olimpo  Argentine
- 2003 : CD Leganés  Espagne[3]
- 2004 : Gimnasia La Plata  Argentine
- 2004-2005 : Atlético de Rafaela  Argentine
- 2005-2006 : Quilmes AC  Argentine
- 2006-2007 : CA Nueva Chicago  Argentine
- 2007 : CA Belgrano  Argentine
- 2008 : PAE Veria  Grèce
- 2008-2009 : Red Bull New York  États-Unis[4]
- 2009-2010 : SC Olhanense  Portugal[5]